# Bổ đề Urysohn
Trong không gian tô pô, bổ đề Urysohn phát biểu rằng trong một không gian topo chuẩn tắc, hai tập con đóng rời nhau có thể tách nhau bằng một hàm số thực.
Bổ đề Urysohn thường được sử dụng để xây dựng các hàm liên tục với các tính chất khác nhau trên các không gian chuẩn tắc. Nó được áp dụng rộng rãi vì tất cả các không gian metric và không gian Hausdorff compact đều chuẩn tắc. Bổ đề thường được sử dụng trong chứng minh cho định lý mở rộng Tietze. 
Bổ đề được đặt tên theo nhà toán học Pavel Samuilovich Urysohn.

## Định lý mở rộng Tietze
Cho X là một không gian chuẩn tắc, lấy F là một tập đóng trong X.Cho {\displaystyle f\,:F\longrightarrow R} liên tục, khi đó có một ánh xạ liên tục {\displaystyle g\,:X\longrightarrow R} sao cho {\displaystyle g|_{F}=f}.
Vì vậy trong một không gian định chuẩn, một hàm thực trên một không gian con đóng có thể được mở rộng thành một hàm thực liên tục trên toàn bộ không gian đó.
Nếu X là chuẩn tắc, F là tập đóng, U mở và {\displaystyle F\subset U}, khi đó tồn tại một ánh xạ liên tục {\displaystyle f\,:X\longrightarrow [0,1]}, sao cho: {\displaystyle f(x)=0} trên F và {\displaystyle f(x)=1} trên X\U.
Tương tự lấy A, B là hai tập con đóng rời nhau của X, khi đó có một ánh xạ liên tục f từ X vào [0,1], sao cho {\displaystyle f(x)=0} trên A và {\displaystyle f(x)=1} trên B.

### Chứng minh
Vì X là chuẩn tắc, nếu F đóng, {\displaystyle {\ce {U}}} mở và {\displaystyle F\subset U} khi đó có một tập mở {\displaystyle {\ce {V}}} sao cho {\displaystyle F\subset V\subset {\overline {V}}\subset U}
- Chúng ta xây dựng một họ các tập mở theo cách dưới đây:

{\displaystyle U_{1}=U}
{\displaystyle n=0:\,F\subset U_{0}\subset {\overline {U_{0}}}\subset U_{1}}
{\displaystyle n=1:\,{\overline {U_{0}}}\subset U_{\frac {1}{2}}\subset {\overline {U_{\frac {1}{2}}}}\subset U_{1}}
{\displaystyle n=2:\,{\overline {U_{0}}}\subset U_{\frac {1}{4}}\subset {\overline {U_{\frac {1}{4}}}}\subset U_{\frac {2}{4}}=U_{\frac {1}{2}}\subset {\overline {U_{\frac {2}{4}}}}\subset U_{\frac {3}{4}}\subset {\overline {U_{\frac {3}{4}}}}\subset U_{\frac {4}{4}}=U_{1}}
Quy nạp chúng ta có họ các tập mở sau:
{\displaystyle F\subset U_{0}\subset {\overline {U_{0}}}\subset U_{\frac {1}{2^{n}}}\subset {\overline {U}}_{\frac {1}{2^{n}}}\subset ...\subset U_{\frac {2^{n}-1}{2^{n}}}\subset {\overline {U_{\frac {2^{n}-1}{2^{n}}}}}\subset U_{\frac {2^{n}}{2^{n}}}=U_{1}}
Lấy {\displaystyle I=\left\{{\frac {m}{2^{n}}}{\Big |}\ m,n\in \mathbb {N} ;0\leq m\leq 2^{n}\right\}}. Chúng ta có họ các tập mở {\displaystyle {\big \{}U_{r}|\ r\in I{\big \}}} có tính chất {\displaystyle r<s\,\Longrightarrow {\overline {U_{r}}}\subset U_{s}}.
- Chúng ta có thể kiểm tra rằng I trù mật trong [0,1]
- Xác định: {\displaystyle f\,:X\longrightarrow [0,1]}

chúng ta chứng minh rằng f liên tục.Chỉ cần chứng minh rằng các tập có dạng {\displaystyle {\big \{}x|\ f(x)<a{\big \}}} và {\displaystyle {\big \{}x|\ f(x)>a{\big \}}} là tập mở.
- Nếu {\displaystyle a\leq 1} khi đó {\displaystyle f(x)<a} nếu và chỉ nếu có {\displaystyle r\in I} sao cho {\displaystyle r<a} và {\displaystyle x\in U_{r}}. Do đó {\displaystyle {\big \{}x|\ f(x)<a{\big \}}={\big \{}x\in U_{r}|\ r<a{\big \}}=\displaystyle \bigcup _{r<b}U_{r}} là mở
- Nếu {\displaystyle a<1} khi đó {\displaystyle f(x)>a} nếu và chỉ nếu có {\displaystyle r\in I} sao cho {\displaystyle r>a} và {\displaystyle x\notin U_{r}}. Do đó {\displaystyle {\big \{}x|\ f(x)>a{\big \}}={\big \{}x\in U_{r}|\ r>a{\big \}}=\displaystyle \bigcup _{r>a}{\big (}X\setminus U_{r}{\big )}}

Bây giờ chúng ta chứng minh rằng {\displaystyle \displaystyle \bigcup _{r>a}X\setminus U_{r}=\displaystyle \bigcup _{r>a}X\setminus {\overline {U_{r}}}}, từ đó suy ra {\displaystyle \cup {}_{r>a}X\setminus U_{r}} là mở.Thực vậy, nếu {\displaystyle r\in I} và {\displaystyle r>a} thì có một {\displaystyle s\in I}, sao cho {\displaystyle r>s>a}. Khi đó {\displaystyle {\overline {U_{s}}}\subset U_{r}} nên {\displaystyle X\setminus U_{r}\subset X\setminus {\overline {U_{s}}}}

### Ví dụ
Dễ dàng hơn để chứng minh bổ đề Urysohn trong không gian mê tríc, với hàm sau:
{\displaystyle f(x)={\frac {d(x,A)}{d(x,A)+d(x,B)}}}

### Ý nghĩa
Trong một không gian chuẩn tắc thì hai tập con đóng rời nhau có thể được tách bởi một ánh xạ liên tục.

## Ứng dụng
Bổ đề Urysohn dẫn đến việc xây dựng một số tính chất tôpô khác như là tính chất tychonoff và không gian Hausdoff đầy đủ. ví dụ một hệ quả của bổ đề là không gian T1 chuẩn tắc là Hausdoff.